# Saint-Pierre-de-Plesguen
Saint-Pierre-de-Plesguen korábbi község Franciaországban, Ille-et-Vilaine megyében. Lakosainak száma 2960 fő (2018. január 1.). Saint-Pierre-de-Plesguen Tressé, Bonnemain, Lanhélin, Meillac, Miniac-Morvan, Plesder, Pleugueneuc, Le Tronchet, Pleudihen-sur-Rance és Saint-Hélen községekkel határos.
2019. január 1-jén Lanhélin és Tressé korábbi községgel egyesült és az így létrejött Mesnil-Roc’h új község része lett.

## Népesség
A település népessége az elmúlt években az alábbi módon változott:
| Lakosok száma | 2769 | 2846 | 2938 | 2922 | 2960 |
|               | 2013 | 2015 | 2016 | 2017 | 2018 |